# Sterrenrood
Sterrenrood is een stripverhaal uit de reeks van Suske en Wiske. Het is geschreven door Peter Van Gucht.

## Personages
In dit verhaal spelen de volgende personages mee:
- Suske, Wiske, Schanulleke, tante Sidonia, bezoekers, Petra Jan Estella Van Stiefrijke, oom Moustache[1], Wiske van Stiefrijke, passagiers van de Red Star Line, officier, stuurman Nick Tita[2], Cuzke Bypenzwyp[3], Zydonya Bypenzwyp[4], inspecteur Lambique[5] en zijn assistent Albert, Jos van de Richel, Madeleine Scapin de Boule, kapitein Beaufort/Bakkebaard, kok, keukenpersoneel, Jerom (stoker)[6], Israel Isidore Baline[7] en zijn moeder, bemanning.

## Locaties
Dit verhaal speelt zich af op de volgende locaties:
- België, Antwerpen, Red Star Line-museum, schip van de Red Star Line, New York

## Het verhaal

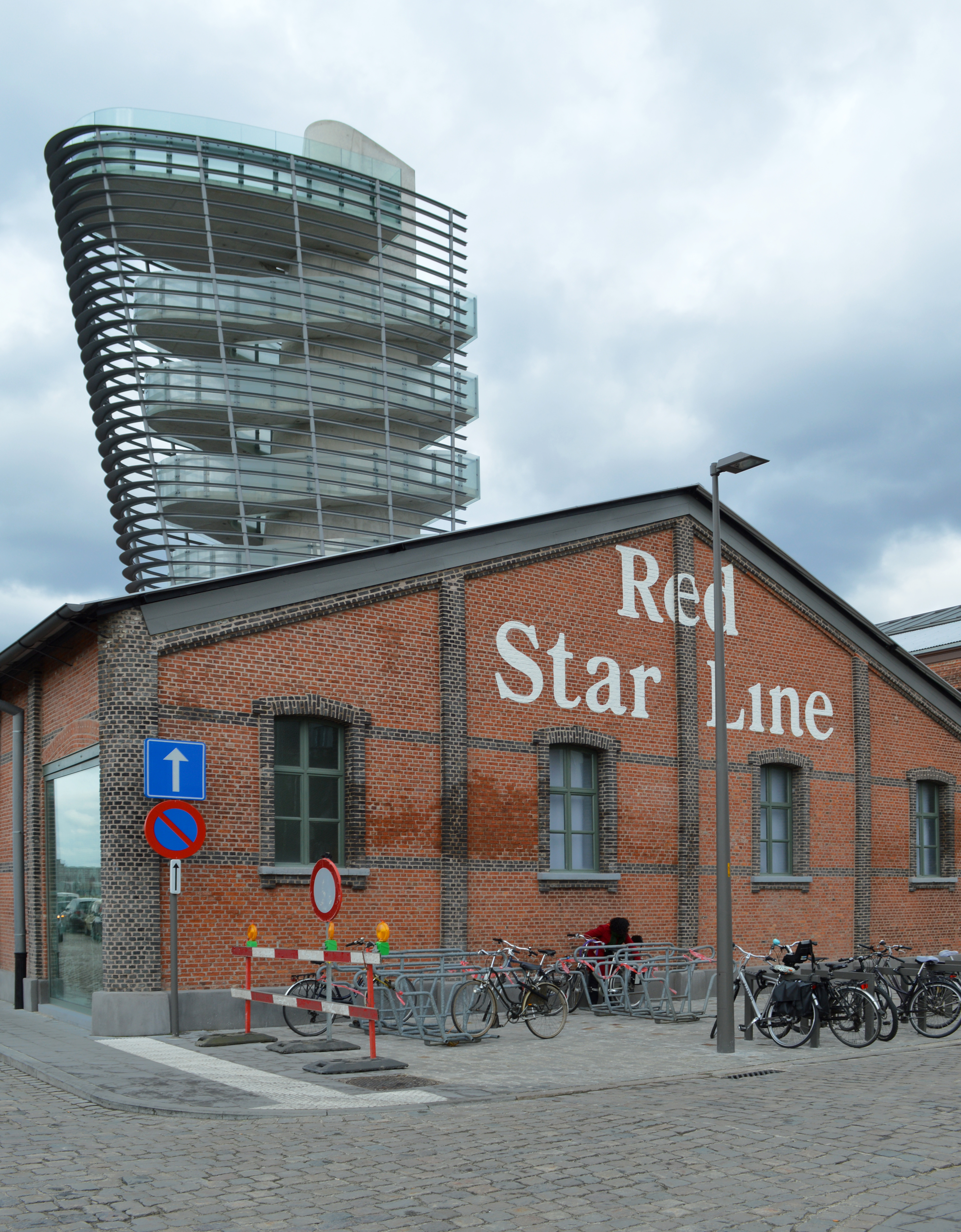
Van hieruit vertrokken de landverhuizers naar Amerika; nu het Red Star Line-museum

Tante Sidonia neemt Suske en Wiske mee naar de Red Star Line en doet onderzoek naar de geschiedenis van haar familie. De zus van haar overgrootmoeder is begin vorige eeuw naar Canada verhuisd. Zij haalde later neef Rosse John over om ook te emigreren, hij trok verder naar Alaska. Ze vindt Petra Jan Estella Van Stiefrijke in de archieven en vertelt de kinderen dan het verhaal over de dochter van deze vrouw. Ze heette ook Wiske en was ziek toen de familie de overtocht maakte en bleef in België achter bij haar oom Moustache. Drie jaar later was ze genezen van trachoom en kreeg een derdeklasseticket voor de overtocht. Een week voor het vertrek is er tijdens een roofoverval een zeer kostbare diamant, Sterrenrood, buitgemaakt. De crimineel geeft deze aan kapitein Bakkebaard en deze moet ervoor zorgen dat de diamant in Amerika terechtkomt.
Inspecteur Lambique komt aan boord, hij heeft van Interpol aanwijzingen dat de diamant die in Parijs is buitgemaakt op de Red Star Line is. De kapitein schrikt en wijst Jos van de Richel aan als steward van Madeleine Scapin De Boule, hij moet de diamant bij deze vrouw verstoppen. Hij drogeert de 95-jarige dame en verstopt de diamant in haar lappenpopje. Zij is steenrijk en zal daarom niet verdacht worden van betrokkenheid. Wiske komt met Zydonya en haar zoon Cuzke in een kajuit terecht en ergert zich aan de volksmuziek van de Poolse boeren. Cuzke vertelt dat zijn vader is gestorven in de grote oorlog. De volgende dag krijgen de derdeklas passagiers aardappelen met haring, maar Cuzke en Wiske vinden dit niet lekker. Ze zien dan dat er overblijfselen van het heerlijke voedsel van de eersteklas passagiers in zee wordt gedumpt. De kinderen besluiten dan om eten te halen bij de eerste klasse.
Cuzke en Wiske horen dan muziek en kijken naar de dansende passagiers. Wiske herkent de muziek, omdat haar oom ook van jazz houdt. Cuzke heeft deze muziek nog nooit gehoord en ziet voor het eerst in zijn leven een neger. Jos van de Richel ontdekt de kinderen en jaagt ze weg, waarna ze op Madeleine Scapin De Boule botsen. Zij neemt het op voor de kinderen en vertelt dat zij ook arm is opgegroeid. Ze komt uit een arm bergdorpje in Frankrijk en reisde met de eerste boot van de Red Star Line naar Amerika. Wiske lijkt ook enorm op haar dochtertje en ze neemt de kinderen mee naar haar kajuit. Daar vertelt ze dat haar dochter Marie een erfelijke aandoening had en overleed toen ze elf jaar oud was. Madeleine kreeg van haar arts het advies om geen kinderen te krijgen en daarom stortte ze zich samen met haar man in het zakenleven. Ze is erg rijk geworden en heeft het lappenpopje dat ze bij de geboorte van Marie aan haar dochter gaf altijd bewaard.
Haar dochter noemde het popje Scaboul, naar de familienaam Scapin de Boule die ze toen nog niet kon uitspreken. Het popje geeft ze aan Wiske, maar Jos van de Richel probeert dit te voorkomen. Dit mislukt en hij vertelt de kapitein wat er is gebeurd. De volgende ochtend blijkt Madeleine Scapin De Boule overleden te zijn. De inspecteur onderzoekt dan de kajuiten van de derdeklas passagiers en zij moeten allen op het dek wachten. De kapitein zegt dan dat het zestig jaar oude popje van Wiske wel 200 dollar waard moet zijn, waarna de andere passagiers belangstelling in het popje tonen. De kapitein wil het popje laten stelen en de verdenking op de landverhuizers laten vallen. Als inspecteur Lambique hoort dat Zydonya alleenstaand is, vertelt hij dat alleenstaande vrouwen met kinderen niet in Amerika toegelaten worden. Later wordt het lappenpopje door een vermomde man gepakt en hij rent weg. Wiske volgt de dief en komt bij de stoommachines terecht. Daar wordt ze geholpen door Jerom, een stoker, die graag met het popje spelen wil. De kinderen melden de poging tot diefstal en worden weggestuurd door Jos van de Richel, maar de inspecteur heeft het ook gehoord en neemt het serieus.
De kapitein is woedend dat de inspecteur nu ook in contact staat met de kinderen en wil ze isoleren. Hij biedt aan dat Wiske in een eersteklas kajuit kan verblijven, nu hij de landverhuizers heeft laten weten hoeveel het popje waard is. Wiske zegt dat ze niet denkt dat de dief een van de passagiers is geweest, maar dat het waarschijnlijk een bemanningslid is; hij kende het schip op zijn duimpje. De dader heeft bovendien een blauw oog opgelopen. De kapitein zegt niemand opgemerkt te hebben en biedt aan op te letten. Wiske wil alleen naar de eersteklas kajuit als Cuzke en Zydonya dat ook mogen en de kapitein stemt toe. De inspecteur speelt piano en zingt en Israel Isidore Baline luistert naar de muziek. Zydonya vraagt of de inspecteur een Poolse volksdans wil spelen en danst op het dek. Wiske en Cuzke ontdekken dat de kajuit overhoop is gehaald en dat er blijkbaar is gezocht naar Scaboelleke. Er hangt een briefje in de kamer, het popje moet om acht uur in een reddingssloep gelegd worden. Wiske's visum is gestolen en zonder dit document komt ze Amerika niet in.
Cuzke bedenkt een plan en Wiske doet alsof ze zich niet goed voelt. Jos van de Richel biedt haar limonade aan en vraagt waar Cuzke is. Wiske vertelt dat hij naar de derde klasse is om familie te bezoeken. Cuzke heeft zich als kok vermomd en Zydonya gaat die avond met de inspecteur dineren en dansen. Cuzke botst tegen Jos van de Richel op en ziet dat hij een blauw oog heeft, waarna hij door hem wordt vastgebonden in een kast. De kapitein wil dat Jos de jongen van boord gooit tijdens de naderende storm, omdat hij nu te veel weet. Wiske mist Suske en wil Zydonya waarschuwen, maar die is net als vele passagiers zeeziek. Er is een ander schip nabij met een geblokkeerde schroef en een aanvaring dreigt, maar dan wordt Jerom gewaarschuwd en hij kan een ramp voorkomen. Jos wil Suske overboord gooien, maar Wiske kan dit voorkomen en Jos valt zelf overboord als hij probeert het lappenpopje te pakken. Wiske redt hem en Jos legt uit wat er aan de hand is. De kapitein schiet Jos neer en vlucht.
De volgende dag vertelt de inspecteur dat Jos is overleden en Wiske wil graag dat het lappenpopje aan hem gegeven wordt. Ze vertelt dat Jos dit popje graag wilde hebben, alhoewel ze niet weet waarom. De inspecteur legt het popje op het hoofdkussen naast Jos en 's nachts sluipt de kapitein naar binnen. Hij ontdekt dat de diamant niet meer in het popje zit en dan blijkt Jos ook niet dood te zijn. De inspecteur komt binnen en vertelt dat hij en Wiske een val opgezet hebben om de opdrachtgever op heterdaad te betrappen. Wiske neemt Scaboelleke mee en dan roept Cuzke dat hij een madam in het water ziet staan. Het visum wordt gevonden en Wiske wordt met haar familie herenigd. Tante Sidonia vertelt dat Wiske naar de oude Wiske is vernoemd en toen zij op bezoek kwam in Europa het lappenpopje aan haar gaf als geboortegeschenk. Ook Wiske had moeite de naam uit te spreken en had de gekste variaties, zoals Schabolleke. Tante Sidonia vertelt dat Zydonia met inspecteur Lambique trouwde, maar Suske leest in het archief dat ze met een Olek Zwyniwski is gehuwd.